# Đại Xuyên
Đại Xuyên là một xã ngoại thành phía nam Thủ đô Hà Nội, Việt Nam. Đây nguyên là một xã thuộc huyện cũ Phú Xuyên. Ngày 16 tháng 6 năm 2025, Ủy ban Thường vụ Quốc hội ban hành Nghị quyết số 1656/NQ-UBTVQH15, trong đó sắp xếp toàn bộ diện tích tự nhiên, quy mô dân số của các xã Bạch Hạ, Khai Thái, Minh Tân, Phúc Tiến, Quang Lãng, Tri Thủy và Đại Xuyên thành xã mới có tên gọi là xã Đại Xuyên.

## Địa lý
Xã Đại Xuyên hiện tiếp giáp với hai xã của thành phố Hà Nội là Phú Xuyên ở phía bắc và Chuyên Mỹ ở phía tây. Sông Hồng chảy ở phía đông xã và đối bờ với tỉnh Hưng Yên. Còn phía nam xã giáp tỉnh Ninh Bình.